# Puoutajauratj
Puoutajauratj är en sjö i Jokkmokks kommun i Lappland och ingår i Luleälvens huvudavrinningsområde. Sjön har en area på 0,0561 kvadratkilometer och ligger 463 meter över havet. Puoutajauratj ligger i Udtja Natura 2000-område.

## Delavrinningsområde
Puoutajauratj ingår i det delavrinningsområde (737929-165191) som SMHI kallar för Ovan Ruoutekielasjåkkå. Medelhöjden är 504 meter över havet och ytan är 59,23 kvadratkilometer. Räknas de 12 avrinningsområdena uppströms in blir den ackumulerade arean 317,23 kvadratkilometer. Naustajåkkå (Tjavelekjåkkå) som avvattnar avrinningsområdet har biflödesordning 4, vilket innebär att vattnet flödar genom totalt 4 vattendrag innan det når havet efter 241 kilometer. Avrinningsområdet består mestadels av skog (62 procent) och sankmarker (38 procent). Avrinningsområdet har 0,17 kvadratkilometer vattenytor vilket ger det en sjöprocent på 0,3 procent.